# Gaustraße
Die Gaustraße war eine rheinhessische Provinzialstraße zwischen dem Schillerplatz in Mainz und dem Martinstor in Worms. Sie wurde von 1820 bis 1830 angelegt. Ihr Verlauf entsprach weitgehend der heutigen Landesstraße L 425.

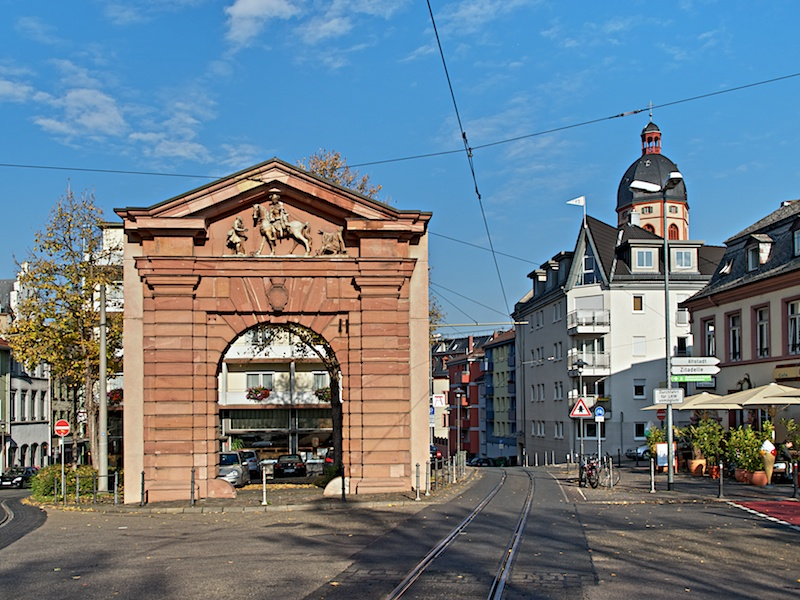
Das Gautor in Mainz wird kurz vor dem nördlichen Endpunkt der Gaustraße passiert.

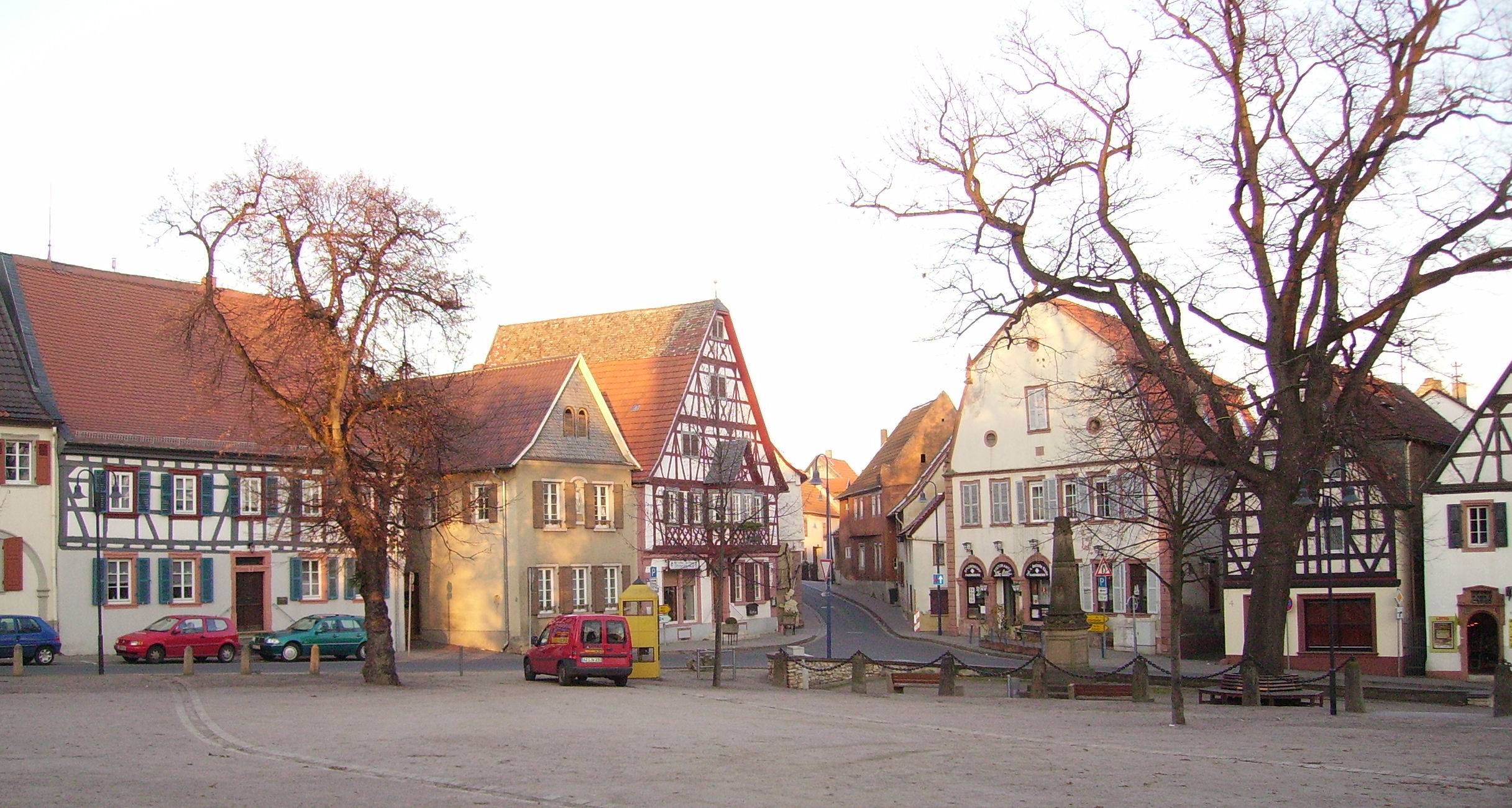
Einmündung der Gaustraße in den Marktplatz in Westhofen (Bildmitte)

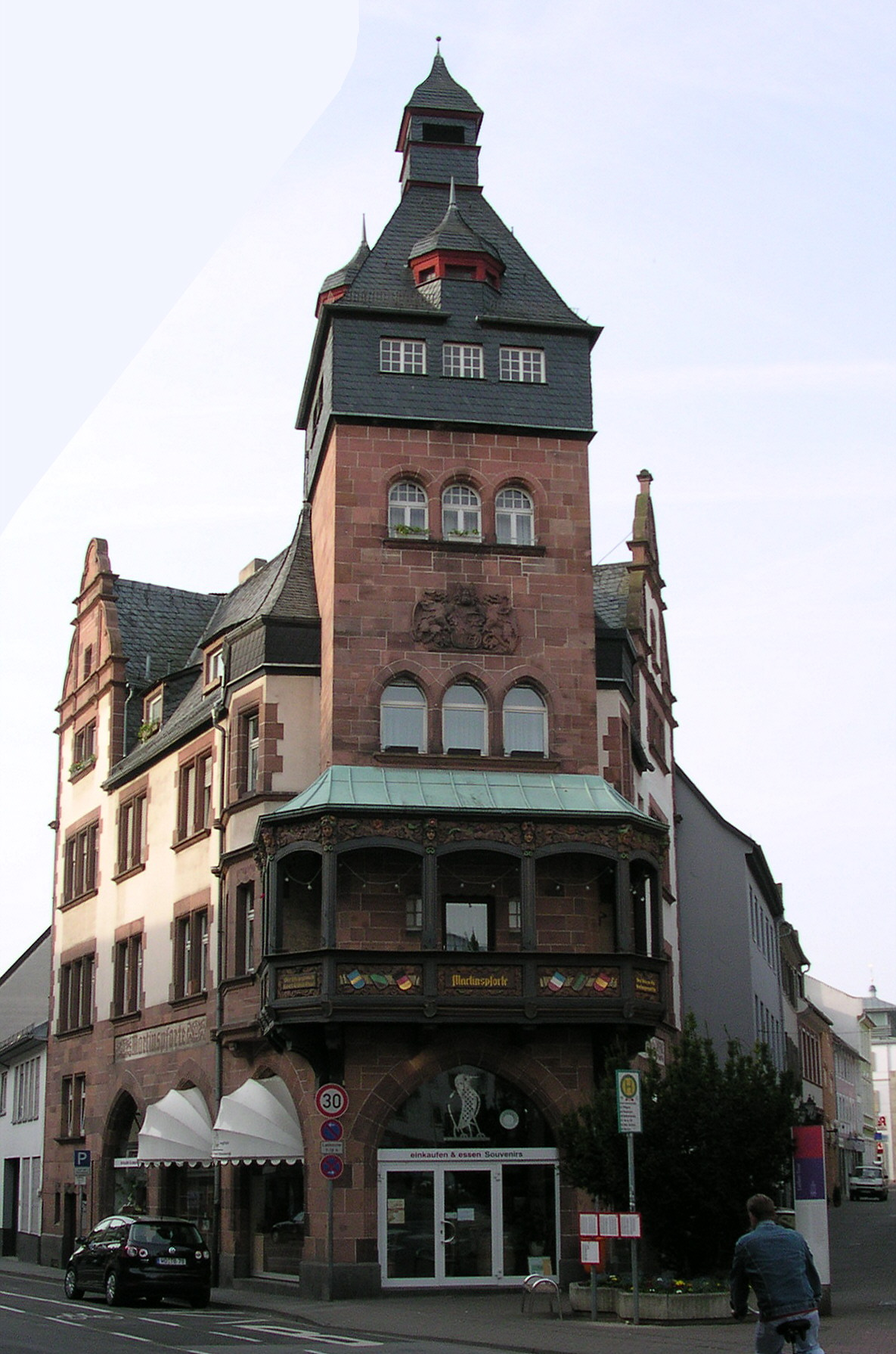
Das Haus Martinspforte in Worms steht in der Nähe des südlichen Endpunkts der Gaustraße.

## Geografische Lage
Die Straße verband die Hauptstadt der Provinz Rheinhessen des Großherzogtums Hessen, Mainz, mit der zweitgrößten Stadt der Provinz, Worms. Da beide Städte am Rhein liegen, verlief sie parallel zum Flussverlauf. Die Straße ging vom Neutor in Mainz aus. Sie war knapp 46 km lang, wovon 4.953 m innerorts verliefen. In Worms endete sie vor der Martinspforte, damals eine barocke Anlage.
Die Straße war eine wichtige Fernverbindung. Sie war möglichst gradlinig angelegt und vermied Dörfer. Nur die Dörfer Mommenheim und Weinolsheim wurden von ihr berührt. Die Gradlinigkeit hat auch zur Folge, dass die Straße aufgrund der natürlichen Bodenerhebungen zahlreiche Höhenunterschiede aufweist: Aus der Hechtsheimer Gemarkung steigt sie von 120 m Höhenlage auf 204 m bei Gau-Bischofsheim an. Nach Harxheim fällt sie steil auf 140 m ab. Südlich von Mommenheim verläuft sie über eine Bodenwelle beim Nazarienberg hinunter ins Selztal in 110 m Höhe. Kurz hinter Friesenheim werden wieder 202 m in kurzer Steigung erreicht. Diese Höhe hält die Straße beinahe bis vor Hillesheim. Von Dolgesheim nach Hillesheim geht es wieder abwärts bis auf 130 m.

## Technische Parameter
Die Straßenbreite außerhalb der Ortschaften betrug im Abschnitt zwischen Mainz und Westhofen 7,5 m und im Abschnitt zwischen Westhofen und Worms 8,0 m. Zwischen Mainz und Hechtsheim sowie zwischen Abenheim und Worms entstanden eine befestigte Mittelfahrbahn von 4,5 m Breite und beidseitig Fußwege von je 1,5 m und 1,75 m Breite. Im Mittelabschnitt zwischen Hechtsheim und Abenheim bestand die Straße aus einer befestigten Chaussee von 4,0 m Breite, die von einem Sommerweg und einem Fußpfad begleitet wurden. Die Straße führte über insgesamt fünf Brücken mit einer lichten Weite von jeweils 2,5 m sowie dreizehn kleineren Durchlässen. Das Baumaterial für den Straßendamm war nördlich von Abenheim Kalkstein und südlich davon Kies, der  in der näheren Umgebung der Straße gewonnen wurde.

## Geschichte

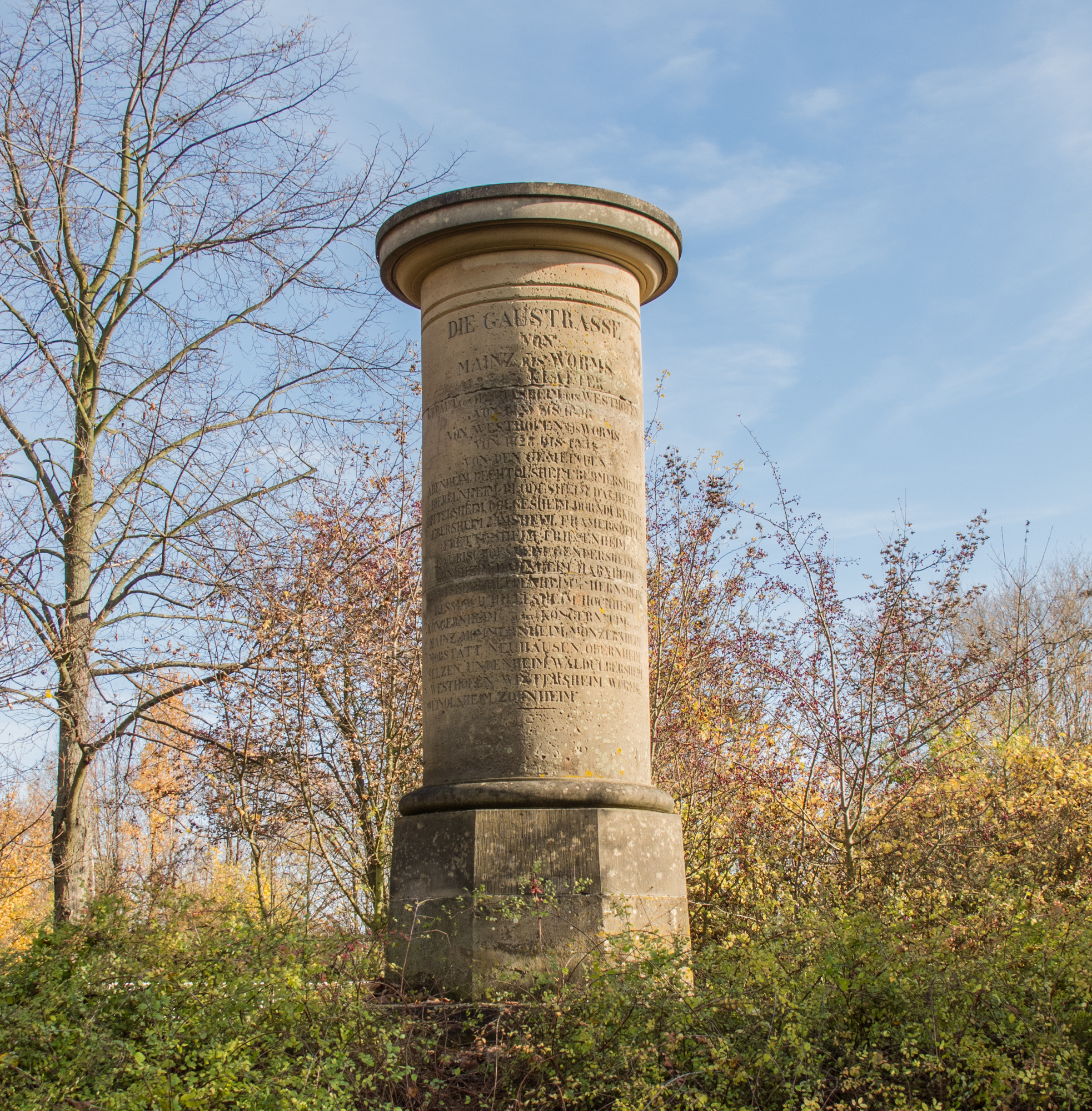
Der Gaustein bei Dolgesheim wurde um 1831 zur Erinnerung an den Bau der Gaustraße errichtet.

Bauherr war der Staat, das Großherzogtum Hessen. Die Straße wurde zwischen 1820 und 1830 errichtet. Die Gesamtkosten betrugen einschließlich 8.166 gepflanzter Bäume 116.169 fl. und 31 kr., wovon das Großherzogtum 41.500 fl. und die Gemeinden im Einzugsbereich der Gaustraße die übrige Summe aufbrachten.
Nach Fertigstellung der Gaustraße wurde zur Erinnerung zwischen Dolgesheim und Hillesheim 1831 ein Denkmal errichtet. Das Straßendenkmal Gaustein ist eine monumentale klassizistische Säule, in der die Namen aller Gemeinden eingemeißelt sind, die sich an der Finanzierung der Gaustraße beteiligen mussten.
Mit der Eröffnung der Eisenbahn zwischen Mainz und Ludwigshafen 1853 verlor die Straße im Fernverkehr erheblich an Bedeutung.
Die Straße war bis in die 1970er Jahre eine Entlastungsstraße der Bundesstraße 9. Nach Fertigstellung der Autobahnabschnitte Mainz bis Alzey der Bundesautobahn 63 (ehemals: Kaiserstraße zwischen Alzey und Mainz bzw. Bundesstraße 40) und via Autobahnkreuz Alzey nach Worms über die Bundesautobahn 61 haben die Autobahnen die Hauptverkehrslast übernommen.

## Streckenverlauf

### Übersicht
Der historische Verlauf der Gaustraße lässt sich anhand von Karten sowie aus der noch heute bestehenden Straßennamensgebung wie folgt nachvollziehen (von Nord nach Süd):
| ursprüngliche Strecke: - Mainz - Beginn am Neutor - Auf der Steig - Hechtsheimer Straße - (MZ)-Hechtsheim - Alte Mainzer Straße - Heuerstraße - Rheinhessenstraße (L 425) | jüngere Strecke: - Mainz - Beginn am Schillerplatz - Gaustraße - Am Gautor - Pariser Straße (B 40) - Geschwister-Scholl-Straße (L 425) - (MZ)-Hechtsheim - Rheinhessenstraße (L 425) |

- Gau-Bischofsheim auf Harxheimer Gemarkung westlich tangierend
- Harxheim
  - Mainzer Straße (L 425)
  - Gaustraße (L 425)
- Mommenheim (alte Streckenführung; neue Ortsumfahrung der L 425 westlich des Ortes)
  - Gaustraße
- Selzen
  - Gaustraße (L 425)
- Köngernheim
  - Gaustraße (L 425)
  - Oppenheimer Straße (L 425)
  - Gaustraße (L 425)
- Friesenheim
  - Gaustraße (L 425)
- Weinolsheim
  - Friesenheimer Straße (L 425)
  - Gaustraße (L 425)
- Dolgesheim (alte Streckenführung; neue Ortsumfahrung der L 425 östlich des Ortes)
  - Weinolsheimer Straße
  - Gaustraße
- Hillesheim (alte Streckenführung; neue Ortsumfahrung der L 425 westlich des Ortes)
  - Dolgesheimer Straße
  - Obergasse
  - Bahnhofstraße
- Frettenheim (östlich des Ortes passierend)
  - L 425
- Heßloch
  - Hillesheimer Straße (L 425)
  - Dalbergstraße (L 425)
  - Gaustraße (L 425)
  - Spitalstraße (L 425)
- westlich von Bechtheim
  - L 425
- Westhofen
  - Mainzer Straße (L 425)
  - Am Markt (L 425)
  - Wormser Straße (L 425)
- (WO)-Abenheim
  - Westhofener Straße (L 425)
  - Wonnegaustraße (K 18)
- (WO)-Herrnsheim
  - Emmrich-Joseph-Straße (K 18 / L 439)
  - Gaugasse (L 439)
  - Herrnsheimer Hauptstraße (L 439)
- (WO)-Neuhausen
  - Gaustraße (L 439; Trassenverschwenkung im Bereich der Eisenbahnunterführung Neuhauser Tunnel)
- Worms
  - Gaustraße (L 439 bzw. Gemeindestraße)
  - Ende an der Martinspforte

### Gaustraßen weiter östlich
Östlich der eigentlichen Gaustraße tragen noch weitere Straßen, die in diese einmünden, diesen Namen:
- die Straße von Bodenheim nach Gau-Bischofsheim (dort Einmündung) innerhalb der Ortslage von Bodenheim.
- die  Straße von Oppenheim nach Dexheim innerhalb der Ortslage von Oppenheim – die westliche Pforte der Stadtbefestigung hieß ebenfalls Gautor.[6] Die Straße geht weiter über Dalheim und mündet in Weinolsheim ein.
- die Straße von Bechtheim in Richtung Monzernheim (L 409) innerhalb der Ortslage von Bechtheim (trifft zwischen Heßloch und Westhofen auf die eigentliche Gaustraße).